# Ventotene
Ventotene (en dialecte : Vientutènë) est une commune italienne rattachée à la province de Latina, dans le Latium, située dans une petite île côtière de la mer Tyrrhénienne.

## Histoire

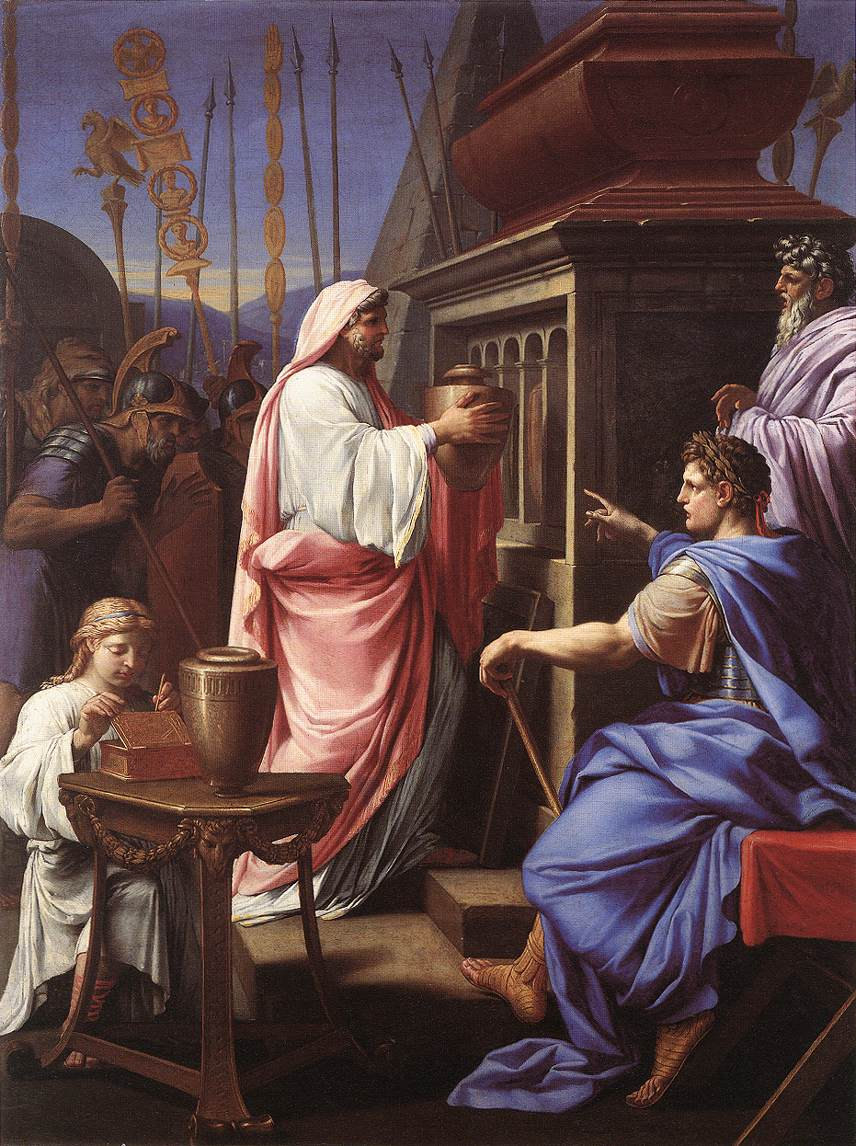
Caligula déposant les cendres de sa mère et de son frère dans la tombe de ses ancêtres, Eustache Le Sueur, 1647.

Ventotene s'est affirmée comme un lieu de réclusion de choix pour les dirigeants romains et italiens.
Durant l'Antiquité (alors que l'île et le village s'appelaient Pendateria, soit « Cinq bêtes » en grec), Auguste y fit construire des citernes et une villa où il finit par assigner à résidence sa propre fille Julia l'aînée.
Sa fille, Agrippine l'Aînée  fut bannie sur l’ordre de Tibère. En prison à Pandataria, elle protesta violemment. Tibère ordonna à un centurion de la frapper et elle perdit un œil dans le châtiment. Elle refusa de manger, fut forcée de le faire mais finira par mourir de faim en octobre 33. Après sa mort, Tibère souilla sa mémoire et fit proclamer au sénat que le jour anniversaire de sa mort un don serait consacré à Jupiter.
En mars 37, Tibère mourut et le fils survivant d’Agrippine, Caligula, lui succéda. Après l’éloge à Tibère, Caligula alla à Pandataria et dans les Iles Pontines chercher les cendres de sa mère et de son frère. Une médaille de bronze du British Museum montre le retour des cendres d’Agrippine à Rome.
À l'époque des Bourbons, la bourgade a notamment abrité une prison, qui fut remise en service entre 1929 et 1943 à l'époque de Benito Mussolini pour y enfermer 700 opposants politiques, dont 400 communistes. L'un d'eux était Altiero Spinelli, qui y a rédigé le Manifeste de Ventotene pendant sa captivité. 
Un film évoque cet épisode : La villeggiatura de Marco Leto (1973).

## Administration
| Période                                  | Période  | Identité             | Étiquette | Qualité |
| ---------------------------------------- | -------- | -------------------- | --------- | ------- |
| 17 juin 2016                             | En cours | Maria Laura Mammetti |           |         |
| Les données manquantes sont à compléter. |          |                      |           |         |

### Communes limitrophes
Aucune : l’île ne comprend qu’une seule commune.